# Macrolepiota fuliginosa

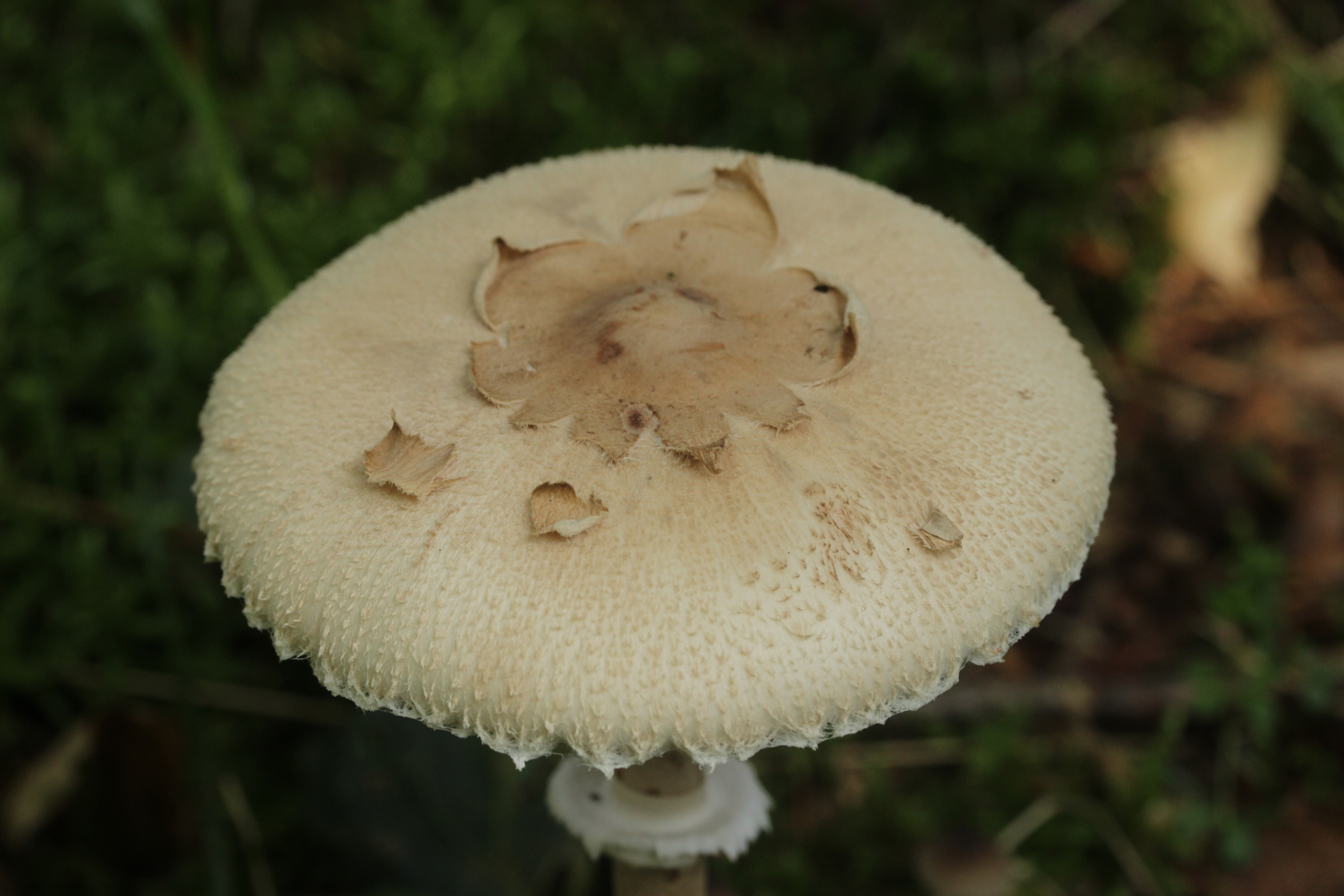

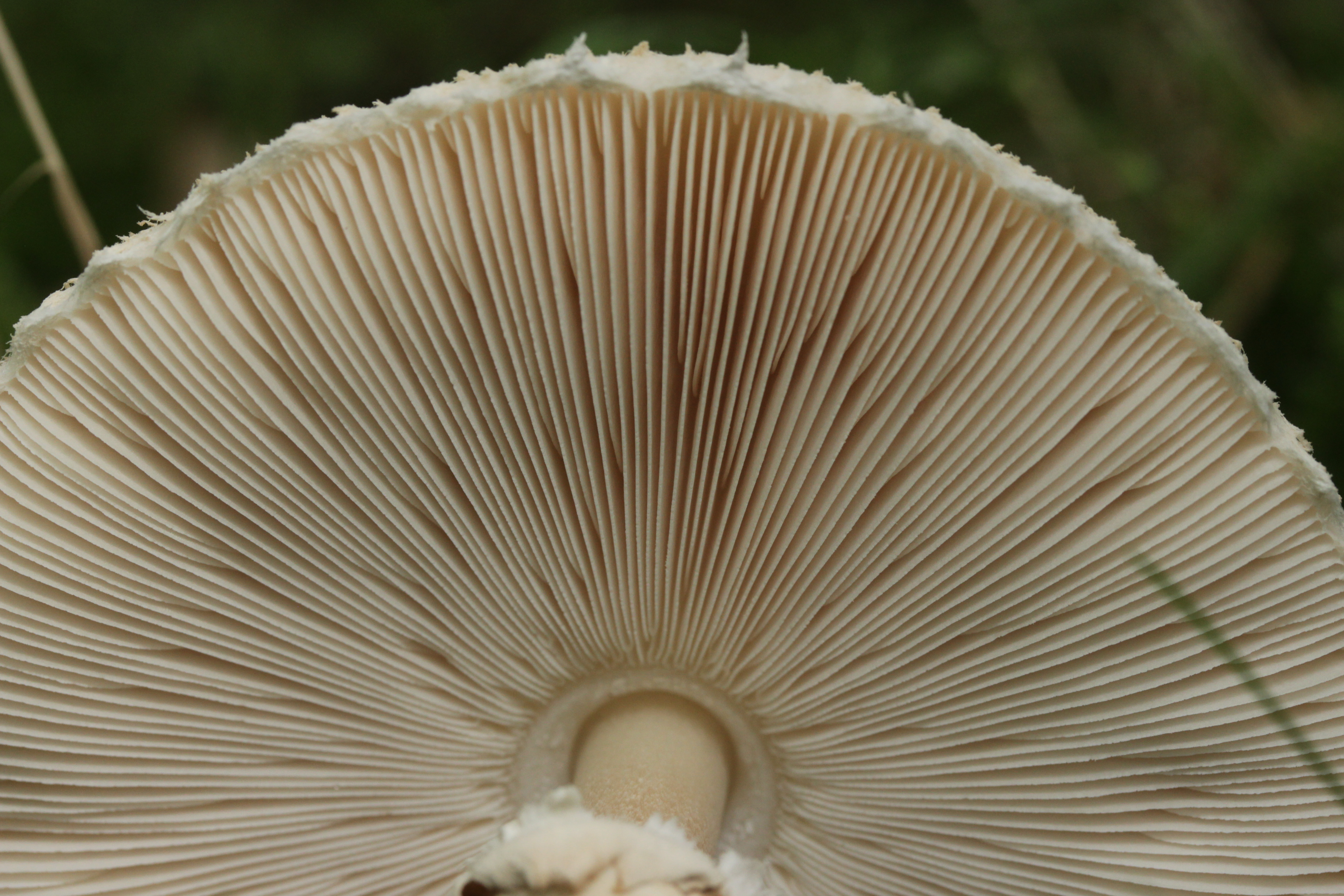

Macrolepiota fuliginosa (Barla) Bon – gatunek grzybów z rodziny pieczarkowatych (Agaricaceae).

## Systematyka i nazewnictwo
Pozycja w klasyfikacji według Index Fungorum: Macrolepiota, Agaricaceae, Agaricales, Agaricomycetidae, Agaricomycetes, Agaricomycotina, Basidiomycota, Fungi.
Po raz pierwszy takson ten opisał w 1888 r. Jean Baptiste Barla, nadając mu nazwę Lepiota procera. Obecną, uznaną przez Index Fungorum nazwę nadał mu w roku 1977 Marcel Bon, przenosząc go do rodzaju Macrolepiota. Ma 8 synonimów, m.in. są to:
- Lepiota rhodosperma P.D. Orton 1984
- Macrolepiota procera var. fuliginosa (Barla) Bellù & Lanzoni 1987
- Macrolepiota rhodosperma (P.D. Orton) Migl. 1995[2].

## Morfologia
Kapelusz
Średnica 4–10 (15), kształt płaski z garbkiem. Powierzchnia brązowa z bordowymi łuskami rozchodzące się w kształcie gwiazdy na białawym podłożu, środek czarnobrązowy. W starszych okazach łuski zanikają, poczynając od brzegu.
Trzon
Wysokość 5–25 (35) cm, średnica 1–6 (8) mm, walcowaty, włóknisty, twardy. Powierzchnia początkowo pokryta drobno brązowym wzorkiem na jasnym tle, później ciemnobrązowa do czerwonobrązowej, podstawa jaśniejsza, bulwiasto pogrubiona. Pierścień na górnej stronie białawy, na dolnej brązowy, z podwójną krawędzią, ruchomy. Jest niecałkowicie podzielony na dwie części, ponieważ składa się z pozostałości częściowej i całkowitej osłony (velum generale, velum partiale).
Blaszki
Gęste, wolne, miękkie, białawe do kremowych, u dojrzałych okazów często różowe lub z różowymi plamami lub odcieniami.
Miąższ
Biały, w smaku łagodny, lekko kwaśny, zapachu brak lub lekko owocowy.
Cechy mikroskopowe
Zarodniki jasnoróżowe 10–17 × 8–11 µm, eliptyczne do owalnych, grubościenne, z porami rostkowymi, szkliste. Podstawki 33–47 × 12–15 µm, maczugowate. Cheilocystydy 25–50 × 8–20 µm, maczugowate. Strzępki w skórce kapelusza o średnicy do 2 µm, bez sprzążek lub z rzadko występującymi.
Gatunki podobne
Makroskopowo jest wiele podobnych gatunków czubajek (Macrolepiota), dlatego należy zwrócić szczególną uwagę na wszystkie cechy makroskopowe.

## Występowanie i siedlisko
Macrolepiota fuliginosa znany jest głównie w Europie, poza nią podano tylko pojedyncze stanowiska w Japonii i na schodnim wybrzeżu Ameryki Północnej. Brak go w opracowanej przez W. Wojewodę w 2003 r. liście wielkoowocnikowych grzybów podstawkowych Polski, ale podano jego stanowiska w Polsce w latach późniejszych (jako Macrolepiota rhodosperma var. fuliginosa). Aktualne stanowiska podaje także internetowy atlas grzybów. Znajduje się w nim na liście gatunków zagrożonych i wartych objęcia ochroną.
Naziemny grzyb mykoryzowy. Występuje w lasach, parkach, łąkach, ogrodach, na wrzosowiskach, obrzeżach lasów od wczesnego lata do późnej jesieni.

## Znaczenie
Grzyb jadalny. Do spożycia nadaje się zarówno kapelusz, jak trzon. Należy jednak uważać, by nie pomylić go z silnie trującym Chlorophyllum molybdites. Ważną cechą odróżniającą go od czubajek jest brak ruchomego pierścienia.